# Humbug (album)
Humbug är det tredje studioalbumet av den brittiska rockgruppen Arctic Monkeys. Albumet hade olika släppdatum runtom världen, mellan den 19 och 31 augusti 2009, varav det svenska släppet skedde den 26 augusti. Humbug föregicks av singeln Crying Lightning, och utöver den marknadsfördes även Cornerstone och My Propeller som singlar efter albumets släpp.
Albumet har som flertalet andra album av bandet producerats av James Ford, men även av Josh Homme, frontman i bandet Queens of the Stone Age.

## Låtlista[6][7]
| 1.           | My Propeller         | 3:25  |
| 2.           | Crying Lightning     | 3:34  |
| 3.           | Dangerous Animals    | 3:30  |
| 4.           | Secret Door          | 3:43  |
| 5.           | Potion Approaching   | 3:32  |
| 6.           | Fire And The Thud    | 3:57  |
| 7.           | Cornerstone          | 3:17  |
| 8.           | Dance Little Liar    | 4:43  |
| 9.           | Pretty Visitors      | 3:40  |
| 10.          | The Jeweller's Hands | 5:44  |
| Total längd: | Total längd:         | 39:19 |

| 11. | I Haven't Got My Strange | 1:29 |